# Поджар
Поджар (пол. Podżar) — село в Польщі, у гміні Щерцув Белхатовського повіту Лодзинського воєводства.
Населення — 124 особи (2011).
У 1975—1998 роках село належало до Пйотрковського воєводства.

## Демографія
Демографічна структура станом на 31 березня 2011 року:
|          | Загалом | Допрацездатний вік | Працездатний вік | Постпрацездатний вік |
| -------- | ------- | ------------------ | ---------------- | -------------------- |
| Чоловіки | 64      | 6                  | 49               | 9                    |
| Жінки    | 60      | 14                 | 30               | 16                   |
| Разом    | 124     | 20                 | 79               | 25                   |